# Elecciones provinciales de Catamarca de 1988
Las elecciones de la provincia de Catamarca de 1988 fueron dos procesos electorales extraordinarios realizados en la mencionada provincia en el año 1988, después del fallecimiento del gobernador Vicente Saadi a poco de asumir el cargo. El vicegobernador Oscar Garbe asumió el gobierno provincial, pero en lugar de permanecer en el cargo, convocó a elecciones para una Convención Constituyente de 51 miembros el 7 de agosto, con el objetivo de reformar la carta magna provincial. El 52% de las serían bancas para el partido con mayor cantidad de votos, 35% para la primera minoría (si superaba un umbral del 25% del padrón) y 13% para las restantes fuerzas (superando un umbral del 10% del padrón). El Partido Justicialista obtuvo en estas elecciones el 87% de los votos y como los principales partidos de oposición (Unión Cívica Radical y el Movimiento Popular Catamarqueño) se abstuvieron de participar de las elecciones y ningún otro partido superó el 5%, el PJ se quedó con la totalidad de las bancas.
Después de la reforma, que entre otras cosas habilitaba la reelección indefinida del gobernador, convocó a elecciones adelantadas para completar el mandato de su predecesor hasta diciembre de 1991, las cuales tuvieron lugar el 2 de octubre. El oficialista Partido Justicialista presentó al hijo del fallecido gobernador y antecesor en el cargo, Ramón Saadi. Garbe, por su parte, fue nuevamente candidato a vicegobernador.
El principal partido de la oposición, la Unión Cívica Radical (UCR), y su aliado electoral, el Movimiento Popular Catamarqueño (MPC) boicotearon las elecciones constituyentes, por lo que concurrieron a los comicios en desventaja y divididos, siendo sus candidatos José Alberto Furque, e Ignacio Joaquín Ávalos. El resultado fue una rotunda victoria para Saadi con el 58.46% de los votos, contra el 35.64% de Furque, marcando el peor resultado histórico de la UCR catamarqueña desde la restauración de la democracia hasta la actualidad, así como el porcentaje más elevado obtenido por un gobernador electo en dicho período.
Saadi asumió su cargo el 10 de diciembre de 1988. Sin embargo, no pudo completar su mandato constitucional. En medio de una atmósfera sumamente tensa por el fuerte rechazo público ocasionado por el asesinato de la joven María Soledad Morales en 1990, la provincia fue intervenida por el gobierno de Carlos Menem, poniendo fin a varias décadas de dominación política de la familia Saadi.

## Resultados

### Convención Constituyente
| Partido/Alianza | Partido/Alianza                              | Votos   | %     | Bancas |
| --------------- | -------------------------------------------- | ------- | ----- | ------ |
|                 | Frente de Unidad y Solidaridad Constituyente | 85.427  | 86,65 | 51/51  |
|                 | Unión del Centro Democrático                 | 4.779   | 4,85  |        |
|                 | Movimiento de Integración y Desarrollo       | 3.630   | 3,68  |        |
|                 | Movimiento al Socialismo                     | 2.681   | 2,72  |        |
|                 | Partido Humanista                            | 2.072   | 2,10  |        |
| Votos positivos | Votos positivos                              | 98.589  | 85,25 |        |
| Votos en blanco | Votos en blanco                              | 16.453  | 14,23 |        |
| Votos nulos     | Votos nulos                                  | 610     | 0,53  |        |
| Total de votos  | Total de votos                               | 115.652 | 100   |        |
| Fuente:         |                                              |         |       |        |

### Gobernador
| Fórmula                | Fórmula         | Partido         | Partido                         | Votos   | %     |
| Gobernador             | Vicegobernador  | Partido         | Partido                         | Votos   | %     |
| ---------------------- | --------------- | --------------- | ------------------------------- | ------- | ----- |
| Ramón Saadi            | Oscar Garbe     |                 | Partido Justicialista           | 68.708  | 58,46 |
| José Alberto Furque    | Simón Hernández |                 | Unión Cívica Radical            | 41.883  | 35,64 |
| Simón Fermín Hernández |                 |                 | Partido Movilización            | 1.773   | 1,51  |
| Ignacio Joaquín Ávalos |                 |                 | Movimiento Popular Catamarqueño | 1.245   | 1,06  |
|                        |                 |                 | Otros partidos                  | 3.919   | 3,33  |
| Votos positivos        | Votos positivos | Votos positivos | Votos positivos                 | 117.528 | 98,51 |
| Votos en blanco        | Votos en blanco | Votos en blanco | Votos en blanco                 | 1.341   | 1,12  |
| Votos nulos            | Votos nulos     | Votos nulos     | Votos nulos                     | 439     | 0,37  |
| Total                  | Total           | Total           | Total                           | 119.308 | 100   |
| Fuente:                |                 |                 |                                 |         |       |